# Die sterbenden Perlen
Die sterbenden Perlen ist ein deutscher Kriminalfilm von 1917 der Filmreihe Harry Higgs.

## Handlung
Im Zimmer Nr. 14 des Pensionats Marathon wurde ein gewisser Mr. Thomson ermordet aufgefunden. Harry Higgs wird zu Hilfe geholt, und zunächst scheint es, dass Grace Croyden und der junge Stromer Jimmy hinter dem Verbrechen stehen. Plötzlich aber erscheint alles in einem anderen Licht, als ein Fischer getötet wird. Dieser war Zeuge, als ein Perlencollier ins Meer geworfen wurde. Higgs findet heraus, dass ein schurkischer Franzose hinter den Taten steht, ein gewisser Monsieur Tremaire. Unmittelbar vor seiner Verhaftung stirbt der Täter durch einen Schlangenbiss.

## Produktionsnotizen
Der Film hat eine Länge von fünf Akten. Gedreht wurde im Dezember 1917, die Uraufführung fand am 11. Januar 1918 im Berliner Tauentzienpalast statt.

## Kritik
In Paimann’s Filmlisten ist zu lesen: „Stoff, Spiel und Photos sehr gut. Szenerie gut.“